# Ненадичі
45°05′ пн. ш. 14°29′ сх. д. / 45.08° пн. ш. 14.49° сх. д.
Ненадичі (хорв. Nenadići) — населений пункт у Хорватії, у Приморсько-Горанській жупанії у складі міста Крк.

## Населення
Населення за даними перепису 2011 року становило 157 осіб.
Динаміка чисельності населення поселення:

## Клімат
Середня річна температура становить 14,01 °C, середня максимальна – 27,06 °C, а середня мінімальна – 1,72 °C. Середня річна кількість опадів – 1188 мм.
| Клімат поселення                              | Клімат поселення | Клімат поселення | Клімат поселення | Клімат поселення | Клімат поселення | Клімат поселення | Клімат поселення | Клімат поселення | Клімат поселення | Клімат поселення | Клімат поселення | Клімат поселення | Клімат поселення |
| Показник                                      | Січ.             | Лют.             | Бер.             | Квіт.            | Трав.            | Черв.            | Лип.             | Серп.            | Вер.             | Жовт.            | Лист.            | Груд.            |                  |
| Середній максимум, °C                         | 9,84             | 10,20            | 12,80            | 16,15            | 21,07            | 25,38            | 27,06            | 26,44            | 22,25            | 17,94            | 13,15            | 10,32            |                  |
| Середня температура, °C                       | 5,78             | 6,14             | 8,73             | 12,08            | 17,01            | 21,31            | 23,72            | 23,10            | 18,91            | 14,61            | 9,81             | 6,97             |                  |
| Середній мінімум, °C                          | 1,72             | 2,08             | 4,67             | 8,02             | 12,93            | 17,24            | 20,37            | 19,76            | 15,57            | 11,27            | 6,48             | 3,63             |                  |
| Норма опадів, мм                              | 101              | 80               | 81               | 84               | 76               | 86               | 49               | 74               | 127              | 154              | 153              | 123              |                  |
| Середньомісячна швидкість вітру, м/с          | 2.89             | 3.06             | 3.10             | 2.92             | 2.62             | 2.50             | 2.50             | 2.50             | 2.61             | 2.87             | 3.18             | 3.11             |                  |
| Середньомісячна сонячна радіація, кДж/м²·день | 4532             | 7311             | 10727            | 15242            | 19717            | 21376            | 22777            | 19692            | 14355            | 9257             | 4957             | 3807             |                  |
| --------------------------------------------- | ---------------- | ---------------- | ---------------- | ---------------- | ---------------- | ---------------- | ---------------- | ---------------- | ---------------- | ---------------- | ---------------- | ---------------- | ---------------- |
| Джерело:                                      |                  |                  |                  |                  |                  |                  |                  |                  |                  |                  |                  |                  |                  |